# 莫斯科路 (巴黎)
莫斯科路（Rue de Moscou）是法国巴黎第八区的一条街道，起于列日路（rue de Liège）20号，止于巴蒂尼奥勒大道（boulevard des Batignolles）41号。
莫斯科路1847年开始启用，但直至1867年才完成。